# Cinnamomum singulare
Cinnamomum singulare är en lagerväxtart som beskrevs av André Joseph Guillaume Henri Kostermans. Cinnamomum singulare ingår i släktet Cinnamomum och familjen lagerväxter. Inga underarter finns listade i Catalogue of Life.